# Средня Бистриця
Средня Бистриця (словен. Srednja Bistrica) — поселення в общині Чреншовці, Помурський регіон, Словенія. Висота над рівнем моря: 171,2 м.